# Systellura longirostris
La gallina ciega común, atajacaminos ñañarca o plasta (Systellura longirostris), también llamado chotacabras serrano, alifajeado o de ala bandeada, así como dormilón patagónico, es una especie de ave de la familia Caprimulgidae propia de América del Sur. Antes se clasificaba en el género Caprimulgus.

## Distribución y hábitat
Se encuentra en Argentina, Bolivia, Brasil, Chile, Colombia, Ecuador, Paraguay, Perú, Uruguay y Venezuela.
Vive en campos semiabiertos, mesetas y áreas pedregosas o rupestres, hasta los 2500 metros de altitud. 
Es un ave cosmopolita que puede habitar entre los 0-4200 metros. se lo puede encontrar en zonas boscosas o en el borde de los mismos, así como en zonas abiertas con poca vegetación, incluso se la puede ver en los techos de las ciudades, esto último por lo general en épocas reproductivas, pero pocos estudios se han realizado para probar esto. Es un ave principalmente nocturna, como muchos de individuos de este grupo, puede anidar en el suelo como en los techos de edificios o casas. Generalmente se posa en ramas, suelo o tejados, en zonas pobladas por lo general se posa cerca de fuentes de luz. de los cuales hace vuelos cortos cuando forrajea. Cuándo se asusta hace un vuelos corto tambaleante y se posa en un lugar próximo.

## Descripción
Mide entre 23 y 25 cm de longitud.

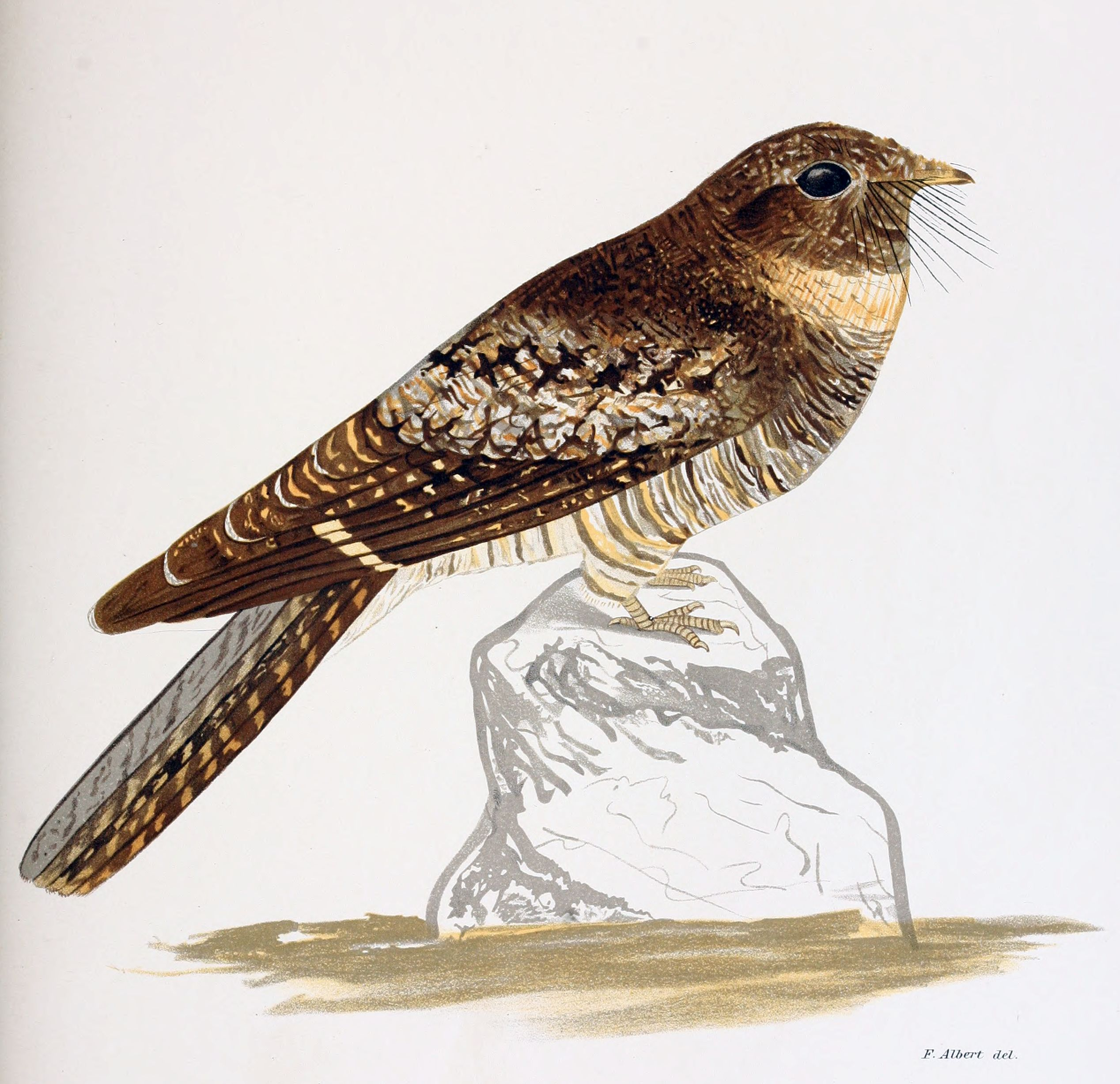
Ilustración del Systellura longirostris.

El macho tiene la cabeza gris plateada manchada de negro, con faja nucal color castaño rojizo a canela y collar blanco en el cuello y la garganta; el dorso, lomo y cubiertas alares son de color pardo grisáceo estriado y jaspeado de leonado y negro; el pecho y el vientre son de color leonado oscuro con finas líneas negras transversales; las primarias exteriores son pardo oscuro con una mancha blanca en la mitad de pluma, formando una banda blanca característica al extender las alas; la cola es parda con rayas transversales negras, blancas y ocre; las rectrices externas con punta blancuzca. En la hembra la banda alar es de color leonado a canela y no se presenta la punta blancuzca en las rectrices exteriores.

### Adulto Macho
La frente, corona y parte posterior del cuello son de color café grisáceo moteado con café , la mayoría de su plumaje es café oscuro con marcas de café claro, los costados de la frente y corona son blancos o blanco grisáceo. La zona del cuello es de café rojizo con marcas de café oscuro. La rabadilla y las alas cobertoras de la parte superior de la cola son café grisáceo y con líneas café oscuro. Las cobertoras primarias y otras más pequeñas son café oscuro con marcas más claras de café y algo de rojizo con café también. El álula y en el borde de las alas cobertoras del ala son blancas. Las plumas escapulares son café oscuro con puntos de café más claro y café. Las alas primarias y secundarias poseen una banda blanca hasta la mitad de su extensión. Las plumas primas y secundarias 6-1 son de café rojizo con marcas cafés. Las plumas terciarias de café grisáceo moteado de café. En la cola predomina el café, pero en las plumas rectrices 5-3 posee un blanco en las puntas con tonalidades de café más pálido por encima del blanco. Las alas cobertoras de la zona auricular son de café oscuro con marcas café amarillento. La zona del mentón y dorsal de la garganta son color café con variación clara del mismo. Un parche blanco se puede distinguir por la zona inferior de la garganta junto con tonalidades de café oscuro. La zona del pecho es de café grisáceo o café. El estómago, los flancos y la parte inferior de las alas cobertoras son cafés. La parte inferior de las alas de la cola son café claro.

### Adulto Hembra
Muy similar al macho, pero en las alas primarias 10-7 tiene una tonalidad café amarillenta a rojiza o a veces junto con una banda blanca. En la garganta es de color café pálido y carece de blanco en la zona de la cola a manera de banda, pero en ocasiones presentan a manera de puntos.

### Juvenil
Similares a los adultos pero más completa su coloración sin tanta líneas o marca con variaciones de café. Presenta una banda café rojiza en las plumas primarias 10-7

### Polluelo
Pocos estudios se han realizado acerca de la descripción de los estos polluelos, pero un estudio realizado en Córdoba, Argentina, indicaban que los polluelos son totalmente nidícolas al momento de nacer con un peso promedio de 4.63 ± 0.25 g y varían entre 1 y 2 individuos
Al momento de eclosionar nacen con los ojos parcialmente abiertos con un plumón que se asemeja a la coloración del material de la hojarasca. Los movimientos de los polluelos aumenta a medida que transcurren los días a partir del 12.º día surgen los primeros intentos de vuelos o planeos cortos. Dichos intentos ocurren siempre bajo el cuidado de un adulto (no se especifica el género).

## Alimentación
De hábitos nocturnos, al atardecer entra en actividad para busca cazar en el aire insectos voladores, que constituyen su principal alimento. Una característica específica son unas cerdas largas que posee alrededor de un pico bastante grande y que le sirve a modo de "red atrapadora" para cazar.

## Sonidos
Para defender su territorio producen una variedad de sonidos agudos a manera de silbido “seeeeer sweeeert seeeet” y suelen repetirse entre 1 a 3 veces. Los cantos suelen escucharse entre el amanecer y el anochecer. Cuando están en temporada reproductiva un sonido agudo “cheeet”, se suele escuchar y en ciertas ocasiones cuando se sonroja hace un sonido nasal “tchree-ee”.

## Reproducción
Anida en el suelo sin ninguna protección especial, en zonas con poca vegetación. La hembra pone dos huevos color terroso blancuzco, ovalados con los dos polos iguales; a veces con pequeñas pintas oscuras, de 28 por 20 mm.
Se conoce poco acerca de la reproducción de esta especie y varia entre las zonas donde se encuentra. En el oeste de Venezuela se cree va desde febrero hasta septiembre, en Colombia febrero-noviembre en Ecuador solo se cree que va por mediados de julio. En Chile y Argentina se presume comienza en noviembre y en Brasil va desde septiembre a octubre en Río de Janeiro.
Como muchas especies de este grupo no construyen nidos. Por lo tanto los huevos son depositado en hendiduras o supresiones del suelo que crean los adultos. Por lo general los depositan en cualquier lugar donde habitan, se ha visto que zonas boscosa formas sus nidos en lugares con buena densidad de vegetación, para evitar la amenaza de depredadores.  En cada puesta ponen entre 1 a 2 huevos que pueden ser de coloración ocre, rosados o blancos todo con manchas cafés. La forma de estos es ovoide y con dimensiones 25,64mm±1,07x19,81 mm± 0,63 y 4,95 g ± 0,68. 
En cuanto al cortejo se conoce que el macho inclina la parte posterior contra el suelo para así mostrar las marcas blancas que posee en las plumas de la cola.

## Subespecies
Tradicionalmente, han sido reconocidas siete subespecies, siendo la última descrita S. l. mochaensis, de Chile. Estas son:
- Systellura longirostris roraimae, sur de Venezuela, norte de Brasil.
- Systellura longirostris ruficervix, Colombia, Ecuador y Venezuela.
- Systellura longirostris atripunctata, sur del Perú, Bolivia, noroccidente de Argentina.
- Systellura longirostris bifasciata, Chile y occidente de Argentina.
- Systellura longirostris patagonicus, centro y sur de Argentina, sur de Uruguay.
- Systellura longirostris longirostris, nordeste, centro y sur de Brasil, norte de Uruguay y norte de Argentina.
- Systellura longirostris mochaensis, centro de Chile.

Anteriormente, la especie Quechuavis decussata también fue considerada una subespecie de S. longirostris. Por su parte, la subespecie S. l. pedrolimae solo es reconocida por algunas autoridades taxonómicas.